# Moratoria psicosocial
El concepto de moratoria psicosocial fue acuñado por el psicólogo estadounidense Erik Erikson durante finales de los años 1950 y principios de los 60, erigiéndose como uno de los aspectos centrales en sus teorías sobre el desarrollo de la identidad adolescente. Equivale a la idea de “tiempo muerto” en la búsqueda de la identidad, al constituir un momento de intensa interacción con el entorno, ya sean personas, objetos, sentimientos,etc. aplazando las posibles consecuencias, convirtiéndose así en una especie de “campo de pruebas”. Por ello, se trata de una especie de experimentación, que es comprendida y permitida externamente por quienes rodean al individuo. La moratoria facilitaría el desarrollo del yo y la percepción personal de lo que da sentido a la vida; en suma, se facilita el desarrollo de la identidad.

## Ejemplos de moratoria
Algunos ejemplos de moratoria en nuestra cultura serían los siguientes:
- La propia adolescencia, durante la cual, en ciertas ocasiones se nos permite “probar cosas” como algunas drogas o prácticas sexuales, aplazando varias de sus consecuencias, al atribuir las acciones a la juventud y a la inexperiencia.
- La festividad de carnaval, durante la cual se nos permite adoptar otras identidades y desarrollar algunos de sus rasgos durante un tiempo limitado, obviando muchas de las consecuencias que ello acarrearía en cualquier otro momento.
- La estancia universitaria que, además de prepararnos para el mundo laboral, atenuando las posibles consecuencias, que son más leves en un contexto académico, constituye un periodo tradicionalmente reservado para la reflexión, el aprendizaje y la interacción con otras personas y puntos de vista.

## Importancia de la moratoria en la formación de la identidad
La teoría de Erikson sobre la identidad se basa en la progresiva consecución de estadios de desarrollo. La consecución de los primeros estadios facilitaría el acceso a los estadios posteriores. Por ejemplo, “Erckison señaló que la intimidad satisfactoria al principio de la etapa adulta es difícil si llegamos a la misma sin saber quiénes somos”:, es decir sin construir nuestra identidad durante la adolescencia. Sin embargo la secuencia de estadios no adopta una forma rígida, sino que contempla la posibilidad de que las personas se muevan en estadios todavía no resueltos, tratando de completar estos huecos con todos los recursos y herramientas a su alcance. La moratoria constituiría un espacio donde poder realizar esta búsqueda de forma más libre, y a través de la cual obtener las experiencias necesarias para avanzar en la construcción de nuestra identidad, pues la moratoria aplaza las consecuencias de nuestros actos, pero no los actos mismos ni el aprendizaje y experiencias que extraemos de su consecución. Además, la visión de Erikson sobre la identidad se basa en la construcción mediante la experiencia a través de todos los estadios de desarrollo, por lo que la moratoria conformaría un modelo de experiencia necesaria no sólo durante la adolescencia, sino también durante toda la edad adulta.

## Moratoria psicosocial en el mundo virtual
El mundo virtual, especialmente el ámbito de los MUD, constituyen un espacio de reciente creación que proporciona ciertas facilidades para llevar a cabo una moratoria. Algunas características de este espacio virtual que favorecen la moratoria son la oportunidad de interacción a tiempo real con el resto de usuarios, la posibilidad de anonimato, a través del uso del alias, que permite la utilización de identidades ficticias, y la posibilidad de construir nuevos personajes, que desempeñen roles distintos a los que llevamos a cabo en la vida cotidiana. La posibilidad de interacción a tiempo real, pero no de forma espacial, así como la seguridad que provoca el anonimato, jugarían a favor del aplazamiento de consecuencias, al otorgar seguridad al usuario virtual, mientras que la construcción de nuevos roles y personajes abre una puerta a la experimentación y la prueba de nuevos sentimientos, habilidades, comportamientos etc. que no se encuentran presentes en el día a día, y pueden ser experimentados en el contexto del mundo virtual. En este ámbito, se nos ofrece la posibilidad de entrar en una realidad diferente, la realidad virtual, y desarrollar nuevos estadios de dominio, es decir, coquetear con atributos que aún no dominamos. Por ejemplo, cuando un hombre con fama de rudo entra en un mundo virtual y crea un personaje femenino, cuenta con ciertas condiciones y herramientas para desarrollar su lado empático, cariñoso y amable, (los cuales le serían más complicados de desarrollar en su vida real), gracias a la seguridad que le otorga su personaje ficticio, el cual le permite interactuar con otros usuarios desde una posición de mayor desinhibición que en las situaciones cotidianas.

### Efectos terapéuticos
La moratoria psicosocial en los entornos virtuales abre un potencial espacio terapéutico para la posible resolución de ciertos problemas psicológicos. Ya que gran parte de estos problemas pueden entenderse como provocados, influidos o mantenidos por una falta o carencia de habilidades y/o recursos para hacer frente a una situación concreta por la que el sujeto está pasando, la moratoria proporciona un escenario donde resulta más sencilla la experimentación con personas, sentimientos y comportamientos, es decir la construcción de nuevos aspectos de la identidad, para integrarlos como nuevas herramientas con las que hacer frente a las circunstancias en las que se da el problema. Como condiciones para que estos efectos terapéuticos se produzcan, la persona debe experimentar con aquellas habilidades útiles para la resolución de su problema, y además ser capaz de integrar esas mismas habilidades a la vida cotidiana, traspasándolas del plano virtual al plano real. Por ejemplo, una persona con carencia de habilidades sociales que le provoca una elevada timidez, percibida como problema, puede desde la seguridad de su personaje, experimentar con nuevas formas de comunicación interpersonal para desarrollar esas habilidades e integrar nuevas estrategias comunicativas en su día a día, que le ayuden a superar la timidez.